# NGC 2858
NGC 2858 est une galaxie lenticulaire située dans la constellation de l'Hydre. NGC 2858 a été découverte par l'astronome allemand Albert Marth en 1864.

## Caractéristiques
Sa vitesse par rapport au fond diffus cosmologique est de 3 965 ± 23 km/s, ce qui correspond à une distance de Hubble de 58,5 ± 4,1 Mpc (∼191 millions d'al).